# Famille Crémieux
La famille Crémieux est une famille française subsistante dont les membres sont des descendants de Juifs du pape. Elle est connue depuis le XVIIe siècle.

## Origine du nom

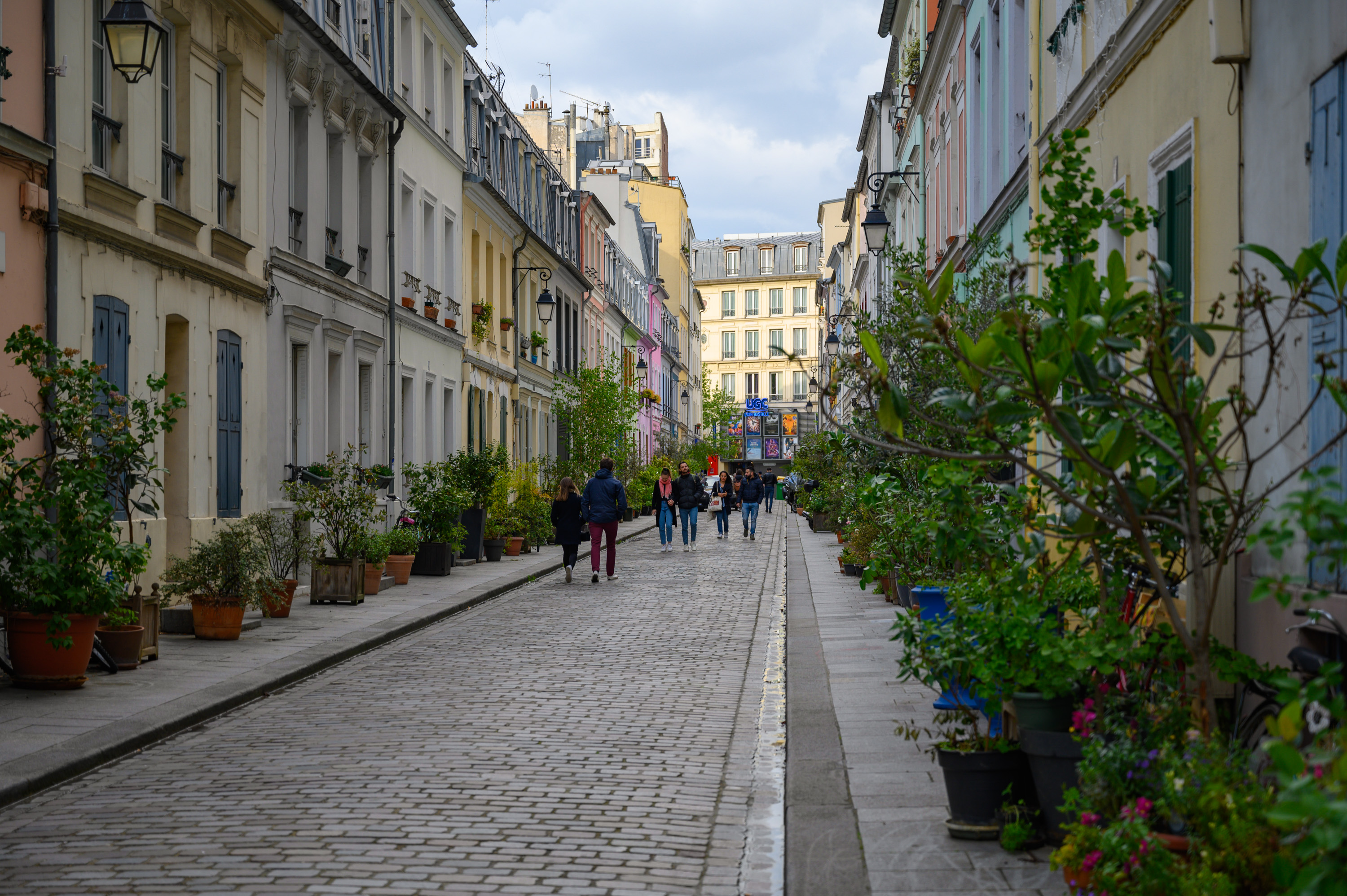
Rue Crémieux, Paris 12^{e}.

On retrouve souvent ce nom dans les registres français dont les communautés juives du comtat, parfois avec ses variantes « Cremy », « Cremine », « Carmine », « Crémuy », « Crémyeu », « Cremyo », « Crémié », « Crémyoux », « Carmy ». La forme « Crémieu » est attestée jusqu'au début du XIXe siècle ; ce n'est qu'à partir du XVIIe siècle que le nom commence à prendre un X final,,.
Les Judéo-Comtadins utilisant presque exclusivement des noms de ville comme nom de famille, on a cru avoir affaire à la ville de Crémieu (Isère) où des Juifs ont notamment résidé au Moyen Àge,. Il n'en est probablement rien, car on ne retrouve jamais la formule « de Crémieux » comme pour les autres noms (« de Cavaillon », « de Lisbonne », « de Lisle », etc.) habituelle avant un décret d'application de 1808, imposant aux habitants d'adopter un nom de famille, en oubliant la particule « de »  rappelant par trop celle des nobles.
L'hypothèse la plus probable est l'origine hébraïque (Livre des Nombres 26:6) de « Crémieux »: hébreu כרמי, Carmi, « celui qui s'occupe des arbres ».

## Liens de filiation entre les personnalités notoires

### La branche de L'Isle-sur-la-Sorgue
Pour un article plus général, voir L'Isle-sur-la-Sorgue.
- Samuel Crémieux, né en 1701, mort à L'Isle-sur-la-Sorgue le 10 décembre 1768.
  - Johanan Crémieux
    - Sema Menahem Crémieux, né à L'Isle-sur-la-Sorgue le 7 mai 1775, mort en 1812.
      - Jacob Vidal Crémieux, né à Nîmes en 1798, mort à Paris en 1830.
        - Mosse Paul Émile Crémieux, né à Paris le 24 janvier 1823, agent de change, mort le 18 novembre 1886.
          - Jacob Achille Paul Fernand Crémieux, né à Paris le 6 juin 1858, mort en 1932.
            - Sem Paul Émile André Crémieux, né à Paris le 14 avril 1895, mort pour la France le 25 août 1916.

        - Adolphe Lange Crémieux, né à Paris le 30 août 1825, mort à Avignon le 28 mars 1892. Lieutenant-colonel, officier de l'ordre national de la Légion d'honneur.
        - Hector Jonathan Crémieux, né à Paris le 10 novembre 1828, mort à Paris, le 30 septembre 1892. Auteur dramatique et librettiste, chevalier de l'ordre national de la Légion d'honneur.

      - Abraham Eugène Crémieux, né à Paris le 20 octobre 1807, mort à Passy le 13 décembre 1857.
        - Jacob Henry Crémieux, né à Paris le 29 mars 1832, mort avant 1889.
          - Raphael Eugène Crémieux, né à Paris le 17 novembre 1863, mort le 17 août 1948. Avocat à la Cour d'appel, officier de l'ordre national de la Légion d'honneur.
            - Henry Raymond Crémieux, né à Paris le 3 juin 1891, mort  à Évreux le 27 août 1938. Officier de l'ordre national de la Légion d'honneur, titulaire de la médaille militaire et de la croix de guerre 1914-1918.

### Les branches de Carpentras
Pour un article plus général, voir Carpentras.

#### Salon Crémieu
- Salon Crémieu
  - David Crémieu, mort avant 1764.
    - Jacob Crémieu, né à Carpentras en 1718, mort à Nîmes le 25 mai 1801.
      - David Crémieu, né à Carpentras en 1761, mort à Nîmes le 10 mai 1819. Officier municipal.
        - Isaac Jacob, dit Adolphe Crémieux, né à Nîmes le 30 avril 1796, mort à Paris le 10 février 1880. Avocat, homme politique, ministre de la Justice, président de l’Alliance israélite universelle, président du Consistoire central israélite de France.
          - Gustave Crémieux, né à Paris le 20 octobre 1831, mort à Nyon le 17 janvier 1872.
            - Amélie Mathilde Louise Crémieux, née en 1862, morte en 1925. Écrivaine, musicienne et féministe.

#### Mossé dit le Piqué Crémieux
- Mossé dit le Piqué Crémieux, né à Carpentras en 1690, mort à Carpentras, le 6 décembre 1765.
  - Élie Crémieux, né à Carpentras en 1728, mort à Carpentras, le 16 septembre 1802.
    - Josué Crémieux, né à Carpentras en 1752, mort à Carpentras, le 1er février 1819.
      - Malaque Baruq Crémieux (1781-1851), né à Carpentras en 1690, mort à Carpentras, le 6 décembre 1765.
        - Abraham Crémieux (1807-1872), né à Carpentras en 1690, mort à Carpentras, le 6 décembre 1765.
          - Isaac Gaston Crémieux, né à Nîmes le 30 avril 1836, fusillé sur le terre-plein du Pharo, à Marseille, le 30 novembre 1871. Avocat, journaliste et écrivain.
            - Joseph Lange Albert Crémieux, né à Pont-Saint-Esprit le 21 août 1865, mort à Paris le 11 mai 1940. Avocat à la cour d'Appel de Paris, officier de l'ordre national de la Légion d'honneur.
              - Gaston Moïse Crémieux, né à Paris le 13 avril 1891, avocat à la Cour, déporté par le Convoi n° 18 du 12 aout 1942 et assassiné à son arrivée à Birkenau le 15 août 1942[8]
                - Claude Albert Samuel Crémieux (1920-2017) épouse Rosine Bernheim (1924-2012), psychanalyste et résistante.
                  - Anne-Claude Crémieux (1955-), médecin infectiologue et universitaire.

      - Elie dit "L'Arabe Crémieux" (1784-1838)
        - Isaac Crémieux (1818-1871)
          - Abraham Crémieux (1854-1894)
            - Isaac Albert Crémieux, né dans le 17e arrondissement de Paris le 5 avril 1885, mort à Neuilly-sur-Seine le 5 août 1954. Éditeur et éducateur, directeur de l'École Yabné, chevalier d el'ordre national de la Légion d'honneur.
            - Lucien Crémieux, né dans le 17e arrondissement de Paris le 12 octobre 1887, mort pour la France le 23 octobre 1914.

          - Josué Fernand Crémieux, né le 15 décembre 1857 à Pont-Saint-Esprit et mort le 26 novembre 1928 à Paris. Avocat et homme politique, député puis sénateur du Gard.
            - Suzanne Crémieux, née à Paris en 1895 et morte en 1976, épouse Robert Servan-Schreiber (1880-1966), fondateur des Échos. Femme politique française, sénatrice du Gard.

      - Israël Crémieux (1802-1883)
        - Gabriel Rubens Crémieux (1847–1925)
          - Martial Mardochée Crémieux, né à Marseille le 20 juin 1877, déporté par le Convoi n° 77 du 31 juillet 1944 et assassiné à son arrivée à Auschwitz, le 5 août 1944, avec sa femme Fanny Julie née Meyer[8].

    - Isaac Haïm Baruq Crémieux, né le 22 septembre 1770 à Carpentras et mort le 16 mai 1832 à Marseille.
      - Samuel Mossé Crémieux, né le 30 mars 1795 à Aix-en-Provence et mort le 5 septembre 1861 à Marseille.
        - Israël Alexandre Crémieux, né le 13 octobre 1824 à Marseille et mort le 3 juin 1868 à Marseille.
          - Malvina Précieuse Amélie Crémieux, née le 14 mars 1847 à Marseille et morte le 31 août 1906 à Marseille.
            - Israël Alexandre Maxime Crémieux, né le 9 janvier 1869 à Marseille et mort le 12 juin 1932 à Marseille. Capitaine d'Artillerie de Marine, ingénieur général de 1re classe d'artillerie navale, grand-officier de l'ordre national de la Légion d'honneur.

          - Albert Abraham Crémieux, né le 6 novembre 1850 à Marseille et mort le 21 décembre 1916 à Alger.
            - Eliezer Alexandre Crémieux, né à Marseille le 25 mars 1877, déporté par le Convoi n° 60 du 7 octobre 1943 et assassiné à son arrivée à Auschwitz le 12 octobre[8].
              - Rubens Albert Crémieux, né le 11 novembre 1899 à Marseille et mort le 15 février 1967 dans le 4e arrondissement de Paris. Journaliste, écrivain et homme politique.
              - Marcel Roger Crémieux, né le 27 février 1903 à Marseille et mort le 21 mars 1986 dans le 5e arrondissement de Lyon.

      - Jacob Rousseau Crémieux, né le 14 mai 1799 à Marseille et mort le 4 avril 1866 à Marseille.
        - Auguste Isaac Crémieux, né le 5 avril 1837 à Marseille et mort le 10 décembre 1913 à Marseille.
          - Léonce Jacob Crémieux, né le 1er mai 1869 à Marseille et mort le 2 février 1962 à Paris.
            - Edouard Maurice Isaac Crémieux, né à Marseille le 13 septembre 1901, déporté par le Convoi n° 57 du 18 juillet 1943 et assassiné à son arrivée à Auschwitz le 23 juillet 1943[9].

      - Elissa Crémieux (1803-1859)
        - Alfred Jacob Crémieux (1841–1896)
          - Gaston Elissa Crémieux (1868-)
            - André Abraham Crémieux, né le 20 août 1896 à Marseille et mort le 4 février 1960 à Paris. Courtier en bourse de commerce, Croix de guerre 1914-1918, chevalier de l'ordre national de la Légion d'honneur.

  - Saul Crémieux, né à Carpentras en 1738, mort à Avignon le 12 juillet 1818.
    - Salomon Crémieux, né à Carpentras le 28 août 1784.
      - Saul Appolon Crémieux (1826-1918)
        - Édouard Salomon Crémieux, né à Marseille le 21 janvier 1856, déporté par le Convoi n° 72 du 29 avril 1944 et assassiné à son arrivée à Auschwitz, le 4 mai 1944[10], avec sa femme Adrienne Padova. Artiste peintre.
          - Albert Ernest Moïse Crémieux, né le 18 mai 1895 à Marseille, déporté à Auschwitz, mort le 14 août 1963. Médecin et professeur de neuro-psychiatrie à la faculté de médecine de Marseille. Officier de l'ordre national de la Légion d'honneur.
          - Henri Gustave Crémieux, né le 19 juillet 1896 à Marseille et mort le 10 mai 1980 à Aubagne. Acteur et scénariste.
          - Gustave Saul Gabriel Crémieux, né le 3 août 1903 à Marseille et mort le 26 novembre 1925 à Marseille.

#### Mardochée Crémieux
- Mardochée Crémieux, né en 1696, mort à Carpentras le 28 décembre 1777.
  - Jacob Care Crémieux, né en 1730 à Carpentras, mort à Nîmes le 11 mars 1799.
    - Benjamin Esdras Crémieux, né 26 juin 1764 à Carpentras, mort à Nîmes le 24 avril 1821.
      - Mardochée Crémieux (1798-?)
        - Benjamin Esdras Crémieux (1827-1880), mort à Narbonne.
          - Alphonse Abraham Crémieux (1855-1918),mort à Narbonne.
            - Benjamin Esdras Crémieux, né le 1er décembre 1888 à Narbonne, déporté et mort d'épuisement le 14 avril 1944 au camp de concentration de Buchenwald. Homme de lettres, critique littéraire, résistant. Croix de guerre 1914-1918, officier de l'ordre national de la Légion d'honneur.
              - Francis Crémieux, né en 1920 et mort à Paris le 17 avril 2004. Résistant, journaliste et écrivain.

      - Jacob Crémieux, né le 14 février 1800 à Nîmes et mort en 1878 à Clermont-l'Hérault.
        - Jules Isaac Crémieux, né le 8 décembre 1825 à Clermont-l'Hérault et mort en 1896 à Clermont-l'Hérault.
          - Adolphe Benjamin Salomon Crémieux, né le 16 septembre 1865 à Clermont-l'Hérault et mort le 28 janvier 1958 à Lieuran-Cabrières. Proviseur du lycée de Toulon, agrégé d'histoire, docteur ès Lettres, lauréat de l'Institut, chevalier de l'ordre national de la Légion d'honneur.

#### Mossé Crémieux
- Mossé Crémieux
  - Moïse Crémieux, né le 9 juin 1776 à Carpentras, mort après 1826. Il épouse Rebecca Digne.
    - Jassé Crémieux, né le 5 mars 1799 à Carpentras, mort à Saint-Andiol le 8 janvier 1878.
      - Aaron Crémieux, né le 8 février 1826 à Saint-Andiol, mort à Paris le 3 septembre 1883.
        - Daniel Albert Crémieux, né le 7 août 1851 à Marseille, mort à Paris le 16 janvier 1935.
          - Julie Bonne Crémieux, née le 10 mai 1887 à Paris, morte à Paris en 1964. Infirmière-Major pendant la Première Guerre mondiale, Croix de guerre 1914-1918, chevalier de l'ordre national de la Légion d'honneur.

        - Émile Moïse Crémieux, né le 25 juillet 1859 à Paris, mort à Paris le 24 juin 1926.
          - Claude Aaron Crémieux, né le 21 mars 1895 à Paris, déporté par le Convoi n° 53 du 25 mars 1943 et assassiné à son arrivée au centre d'extermination de Sobibór, le 30 mars 1943.

    - David Crémieux (1802-1873), facteur de diligence. Il épouse Rosine-Régine Mossé.
      - Charles Mardochée Crémieux, négociant, représentant de commerce. Il épouse Joséphine Wollff.
        - Octave Crémieux (1872-1949), compositeur.

#### Jacob Crémieux
- Jacob Crémieux
  - Jassuda Crémieux dit le Papaire, né vers 1680 à Carpentras, mort le 4 mars 1767 à Carpentras
    - Bonnefille Crémieux, née vers 1710, épousa Samuel Crémieux
    - Esther Crémieux, née en 1717 à Carpentras, morte le 15 mars 1769 à Carpentras, épousa Jacob Jassé Israël Lion.

## Toponymes
Plusieurs rues portent le nom de Crémieux : dans le douzième arrondissement de Paris, dans la German colony de Jérusalem, au cœur de Tel Aviv ou à Haïfa en Israël.

## Pour approfondir